# COBUILD
COBUILD — акроним от англ. Collins Birmingham University International Language Database (Международная база лингвистических данных Бирмингемского университета) — исследовательский центр, созданный в Бирмингемском университете в 1980 году и финансируемый издательством HarperCollins.
Первоначально центр возглавлял профессор Джон Синклер(1933—2007). Важнейшими достижениями COBUILD были создание и анализ электронного корпуса текстов современного английского языка Collins Corpus, позже приведшие к созданию Bank of English (англ.) и выпуску одноязычного учебного словаря Collins COBUILD English Language Dictionary, также основанного на корпусе текстов COBUILD и впервые опубликованного в 1987 году.
Также был опубликован ряд других словарей и грамматик, основанных исключительно на данных Bank of English.